# Arnold Zweig
Pour les articles homonymes, voir Zweig.

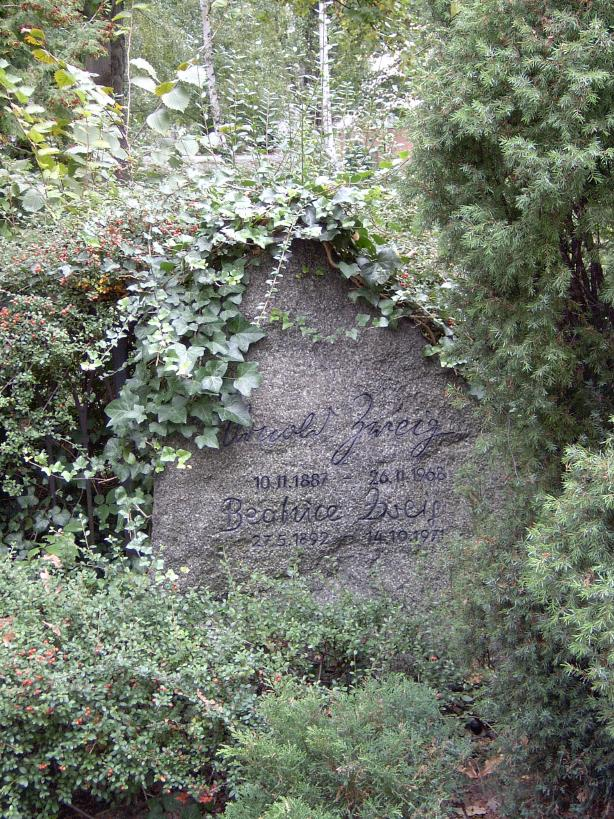
Tombe d’Arnold Zweig au cimetière de Dorotheenstadt à Berlin.

Arnold Zweig, né le 10 novembre 1887 à Glogau dans la province de Silésie et mort le 26 novembre 1968 à Berlin-Est, est un écrivain allemand.

## Biographie
Marqué par l'antisémitisme et par la Première Guerre mondiale, Arnold Zweig s'est beaucoup engagé dans le pacifisme et le sionisme. Le roman qui l'a fait connaître est Le Cas du sergent Grischa (Der Streit um den Sergeanten Grischa), un roman antimilitariste, qui a aussi suscité l’intérêt de Sigmund Freud. Il a depuis entretenu avec ce dernier un lien d'amitié, à l'instar de celui qui liait Freud à Stefan Zweig. Malgré l’homonymie, Arnold Zweig n'a pas de lien de parenté avec celui-ci. L'abondante correspondance entre Freud et Arnold Zweig s'étend de 1927 à 1939. Zweig a aussi fait l'expérience d'une psychanalyse.
Il vit un temps en exil dans le sud de la France, à Bandol, en 1933.
Après avoir séjourné en Palestine (durant l'époque du mandat britannique) il prend ses distances avec le courant sioniste et s'installe à Berlin-Est où il s'engage politiquement et écrit même si les libertés se restreignent de plus en plus.
Il est président de l'Académie des arts de la RDA de 1950 à 1953, puis président honoraire de cette institution jusqu'en 1968 et siège à la Chambre du peuple (Volkskammer) où il représente le Kulturbund de 1949 à 1967.

## Œuvres
- Aufzeichnungen über eine Familie Klopfer, 1911 (7. Aufl. 1923)
- Novellen um Claudia, 1912,  (ISBN 3-351-03401-6)
- Abigail und Nabal, 1912 (Tragédie, 4. Aufl. 1921)
- Ritualmord in Ungarn (Tragédie), 1915
- Quartettsatz von Schönberg, 1916
- Judenzählung vor Verdun, 1916
- Geschichtenbuch, 1916
- Die Sendung Semaels, 1920
- Das ostjüdische Antlitz, 1920
- Gerufene Schatten, 1923
- Frühe Fährten, 1925
- Lessing, Kleist, Büchner, 1925
- Das neue Kanaan, 1925
- Die Umkehr des Abtrünnigen, 1925
- Der Regenbogen, 1926
- Der Spiegel des grossen Kaisers, 1926
- Caliban oder Politik und Leidenschaft: Versuch über die menschlichen Gruppenleidenschaften dargetan am Antisemitismus, 1926, Neuausgabe: Berlin: Aufbau-Verlag, 2000,  (ISBN 3-351-03421-0)
- Gerufene Schatten, Berlin 1926
- Der Streit um den Sergeanten Grischa, 1927,  (ISBN 3-7466-5207-3)
- Pont und Anna, Kiepenheuer, Berlin, 1928
- Juden auf der deutschen Bühne, 1928
- Junge Frau von 1914, 1931,  (ISBN 3-7466-5210-3)
- De Vriendt kehrt heim, 1932,  (ISBN 3-7466-5202-2)
- Die Aufgabe des Judentums, 1933 (avec Lion Feuchtwanger)
- Bilanz der deutschen Judenheit. Ein Versuch, Amsterdam: Querido, 1934; Neuaufl. Berlin: Aufbau, 2000
- Erziehung vor Verdun, 1935,  (ISBN 3-7466-5211-1)
- Einsetzung eines Königs, 1937,  (ISBN 3-351-03406-7)
- Versunkene Tage, 1938
- Bonaparte in Jaffa, 1939
- Das Beil von Wandsbek, hebräisch 1943, dt.1947 (siehe auch Altonaer Blutsonntag),  (ISBN 3-7466-5209-X)
- Die Feuerpause, 1954
- Früchtekorb, 1956
- Die Zeit ist reif, 1957
- Fünf Romanzen, 1958 (Poésie)
- Traum ist teuer, 1962 (Roman)
- Über Schriftsteller, 1967

### Traductions en français
- Le Cas du sergent Grischa (Der Streit um den Sergeanten Grischa), roman, trad. par Maurice Rémon, Albin Michel, 1930
- L'Éducation héroïque devant Verdun (Erziehung vor Verdun), trad. par Blaise Briod, Plon, 1938
- La Hache de Wandsbek (Das Beil von Wandsbek), roman, trad. et adapté par Blanche Gidon, Calmann-Lévy, 1950
- Un meurtre à Jérusalem : l'affaire de Vriendt (De Vriendt kehrt heim), trad. par Roland Hartmann, Desjonquères, 1999,  (ISBN 2843210186)
- Sortilèges à Palerme (Der Spiegel des grossen Kaisers), trad. par Jacques Legrand, Desjonquères, 2000,  (ISBN 2843210232)
- Éducation à Verdun (Erziehung vor Verdun), roman, trad. par Blaise Briod, Bartillat, 2014